# Systropus eumenoides
Systropus eumenoides är en tvåvingeart som beskrevs av John Obadiah Westwood 1842. Systropus eumenoides ingår i släktet Systropus och familjen svävflugor. Inga underarter finns listade i Catalogue of Life.